# Fulereny

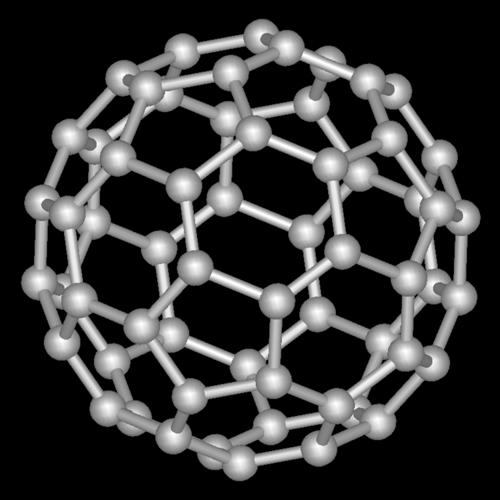
Kulista cząsteczka C60

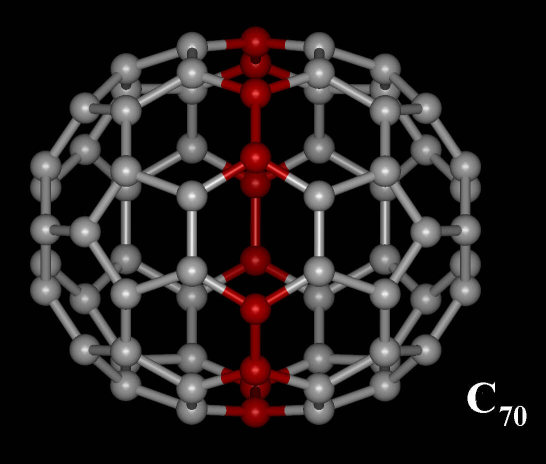
Elipsoidalna cząsteczka C70

Fulereny, fullereny – cząsteczki składające się z parzystej liczby atomów węgla, tworzące zamkniętą, pustą w środku bryłę geometryczną. Cząsteczki fulerenów zawierają od 28 do około 1500 atomów węgla.
Właściwości chemiczne fulerenów są zbliżone pod wieloma względami do węglowodorów aromatycznych. Fuleren C
60, czyli buckminsterfulleren, podobnie jak inne fulereny, jest odmianą alotropową węgla.

## Etymologia nazwy i historia odkrycia
Za inicjatora tego odkrycia uważa się Harolda Kroto z Uniwersytetu Sussex (w południowej Anglii), który – badając metodami spektroskopowymi przemiany związków węgla zachodzące w warunkach przypominających atmosfery gwiazd typu C – odkrył charakterystyczne wąskie linie spektralne, które odpowiadały aromatycznym związkom węgla.
Mniej więcej w tym samym czasie zespół naukowy z Uniwersytetu Rice’a w Houston (w Teksasie), w skład którego wchodzili James R. Heath, Sean O’Brien, Robert Curl i Richard Smalley, opracował zestaw do syntezy związków organicznych poprzez naświetlanie promieniem lasera obracającej się tarczy grafitowej. Otrzymano w tych warunkach szereg bardzo nietypowych związków o budowie klatkowej. Wzbudziło to zainteresowanie Harolda Kroto, który zauważył, że warunki panujące podczas tych syntez są bardzo podobne do warunków, jakie panują w gwiazdach. Nasunęło to myśl, by wykorzystać to urządzenie do syntezy pochodnych węgla.
Harold Kroto dołączył do tego zespołu w 1985 r. w ramach stażu podoktorskiego. Wspólnie z Richardem Smalleyem podjęli się badań nad otrzymaniem związków węgla o dużej masie cząsteczkowej. Już pierwszego dnia odkryto tajemniczy związek o masie cząsteczkowej 720 u, który występował w większym stężeniu niż inne. Dokładne przemyślenia doprowadziły ich do struktury „piłki futbolowej”. Następnie na drodze obliczeń kwantowo-mechanicznych dowiedli, że związek taki powinien generować dokładnie jedną linię w widmie 13C NMR, ściśle odpowiadającą widmu związku uzyskanego przez Harolda Kroto i zespołu z Uniwersytetu Rice’a.
W zoptymalizowanych warunkach (wolno obracająca się tarcza grafitowa w strumieniu helu pod ciśnieniem 10 atm, naświetlana laserem impulsowym 532 nm) powstawał głównie produkt C
60, któremu towarzyszyła niewielka ilość C
70 i śladowe ilości cząsteczek C
40–C
90.
Za odkrycie fulerenów Harold Kroto z Uniwersytetu Sussex w Brighton (Wielka Brytania) oraz zespół R.E. Smalley i R.F. Curl jr. z Uniwersytetu Rice’a w 1996 r. otrzymali Nagrodę Nobla w dziedzinie chemii. Harold Kroto kontynuował badania nad fulerenami na Uniwersytecie Sussex, m.in. wyodrębniając je w bardzo żmudny sposób z sadzy i rozpoczął badania ich własności chemicznych. W 1990 niemieccy badacze W. Kratschmar i D. Huffman opublikowali względnie tanią i wydajną metodę syntezy fulerenów poprzez kontrolowane spalanie węgla w łuku elektrycznym w atmosferze helu, która otworzyła drogę do praktycznego zastosowania tych związków, lecz nie zostali uwzględnieni w nagrodzie Nobla.
Zgodnie z opowieściami Harolda Kroto, widok kopuły geodezyjnej skonstruowanej z pięcio- i sześciokątów, którą widział podczas Światowej Wystawy '67 w Montrealu, zainspirował ich obu do wspólnego skonstruowania pierwszego modelu fulerenu C
60. Model taki dla klasterów węglowych zaproponował już w 1970 r. Eiji Osawa. Inni członkowie zespołu Smalleya zaczęli konstruować podobne modele kolejnych fulerenów sferycznych, a także zauważyli, że można na ich bazie konstruować rurki.
Nazwa „fuleren” pochodzi od nazwiska amerykańskiego architekta, Buckminstera Fullera, który wymyślił pokrycia hal w postaci tak zwanych kopuł geodezyjnych, opartych na kratownicach pokrytych płytami w kształcie wielokątów foremnych. Na tej konstrukcji oparty był również, zatwierdzony przez FIFA i używany przez 36 lat (1970–2006), wzór piłki nożnej (Buckminster Ball).

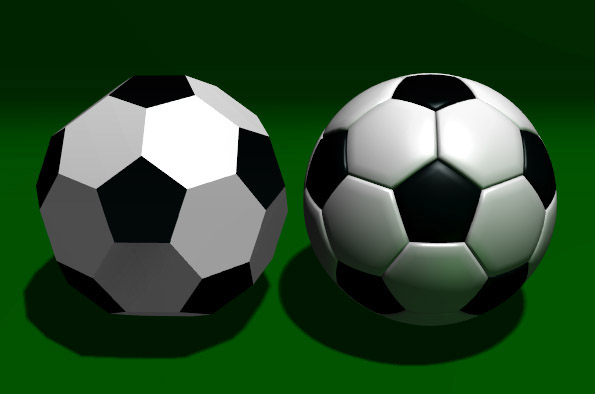
Dwudziestościan ścięty i piłka nożna

Na cześć konstruktora kopuły w Dallas, zaczęli oni między sobą nazywać w żartach tego rodzaju związki „Bucky balls” (czyli w wolnym tłumaczeniu „jaja Buckiego” lub „piłki Buckiego”), co zostało w pierwszej publikacji przerobione na bardziej poważnie brzmiącą nazwę „Buckminsterfulleren”, z której to nazwy wywiedziona została nazwa dla całej klasy tego rodzaju związków.

## Budowa fulerenów

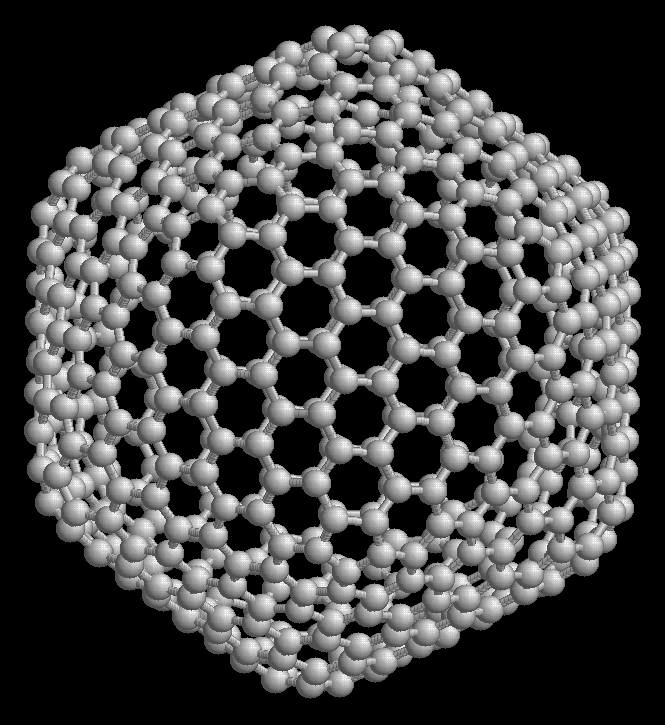
Fuleren olbrzymi: C540

Powierzchnia fulerenów składa się z układu sprzężonych pierścieni składających się z pięciu i sześciu atomów węgla. Najpopularniejszy fuleren, zawierający 60 atomów węgla (tzw. C
60), ma kształt dwudziestościanu ściętego. Natomiast C
70 zawiera dodatkowy pierścień atomów węgla.
Szczególnymi izomerami strukturalnymi fulerenów są nanorurki, będące długimi walcami uzyskanymi ze zwinięcia pojedynczej płaszczyzny grafitowej, domknięte z obu stron połówkami fulerenów odpowiedniej wielkości. Najkrótszą nanorurką, z formalnego punktu widzenia, jest C
70, najdłuższe zaś (w 2008) mają ponad dwa centymetry długości.
Do rodziny fulerenów zalicza się:
- fulereny właściwe (C
60, C
70);
- nanocebulki (fulereny wielowarstwowe);
- fulereny olbrzymie (powyżej 500 atomów);
- nanorurki (walce z warstw grafenowych).

## Właściwości

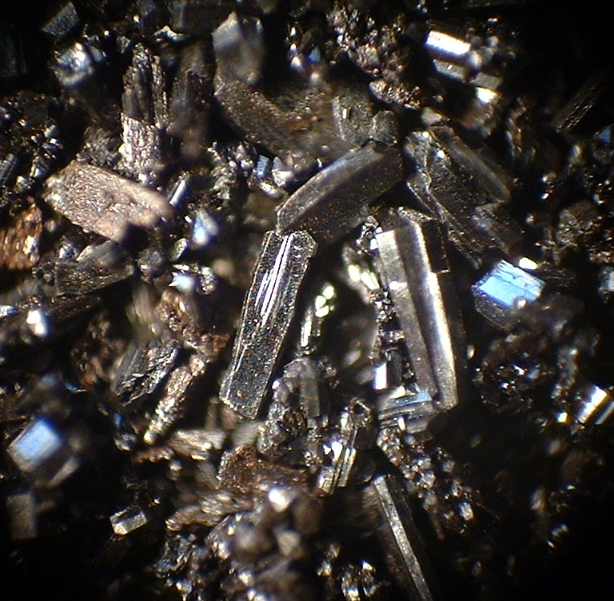
Kryształy fulerenu C60

Fulereny są czarnymi ciałami stałymi o metalicznym połysku. Mają własności nadprzewodzące i półprzewodnikowe. Ich własności chemiczne są zbliżone do sprzężonych węglowodorów aromatycznych, choć reakcje z ich udziałem wymagają zwykle drastyczniejszych warunków. Ulegają, między innymi, reakcji Friedela-Craftsa (addycji). Gęstość wynosi 1,65 g/cm³
Fulereny należą do związków słabo rozpuszczalnych. Nie rozpuszczają się w polarnych rozpuszczalnikach praktycznie wcale. Najlepiej (choć też nie za dobrze) rozpuszczają się w rozpuszczalnikach aromatycznych (benzen, toluen) oraz w czterochlorku węgla. Tworzą się wtedy kolorowe roztwory. Roztwór C
60 w benzenie ma barwę fioletową, zaś C
70 – rubinową.
Na początku wydawało się, że są one tylko kolejną „ciekawostką przyrodniczą”, w toku badań okazało się jednak, że mogą znaleźć wiele praktycznych zastosowań. Można je przyłączać do polimerów, uzyskując w ten sposób środki smarujące i tworzywa o unikatowych własnościach elektrooptycznych. Można je funkcjonalizować na powierzchni i łączyć razem, otrzymując układy katalityczne o bardzo rozwiniętej powierzchni.
Wewnątrz fulerenów można zamykać atomy praktycznie wszystkich pierwiastków, a także odpowiednio małe cząsteczki związków chemicznych.
Modyfikowane fulereny dzieli się na:
- egzohedralne – fulereny modyfikowane powierzchniowo, czyli do powierzchni których są przyłączone rozmaite grupy funkcyjne (na przykład po przyłączeniu grupy hydroksylowej otrzymuje się fulerenole)
- endohedralne – zawierające wewnątrz swej „klatki” inne atomy lub cząsteczki
- heterofulereny – mające jeden lub więcej atomów węgla w cząsteczce zastąpione przez inne atomy (np. azotu).

## Otrzymywanie
Fulereny otrzymuje się poprzez bombardowanie promieniem laserowym obracającej się tarczy grafitowej w supersonicznym strumieniu helu. Obecnie najbardziej popularną i wydajną metodą otrzymywania fulerenów jest metoda płomieniowa. Polega ona na spalaniu substancji organicznych (najczęściej jest to toluen). Dzięki tej metodzie produkcja fulerenów na świecie wynosi obecnie kilkanaście ton. W wyniku tego procesu otrzymywana jest sadza fulerenowa, będącą mieszanką wielu fulerenów. W celu oczyszczenia i rozdzielenia stosuje się wieloetapową ekstrakcję, najczęściej benzenem lub toluenem. Separacja poszczególnych typów fulerenów następuje za pomocą wysokosprawnej chromatografii cieczowej.

## Zastosowanie
Ze względu na swoje właściwości, fulereny stosowane są w technice biomedycznej, optycznej oraz elektronicznej. Fulereny wchodzą też w skład katalizatorów oraz innych urządzeń przemysłu chemicznego.

## Występowanie naturalne
Fulereny występują w niewielkich ilościach w sadzy węglowej. Znajdowane są również w niektórych ziemskich skałach, np. szungicie znajdowanym w Rosji.
Fulereny zostały także wykryte w przestrzeni kosmicznej, w 2010, przy użyciu Kosmicznego Teleskopu Spitzera. Cząsteczki występują jako gaz w przestrzeni międzygwiezdnej i w mgławicach planetarnych pozostałych po śmierci gwiazd. W 2012 teleskopem tym wykryto fulereny także w postaci ciała stałego, czyli fulerytu, w pobliżu gwiazdy podwójnej XX Ophiuchi.